# Битва за Арреций
Битва за Арреций произошла в 284 году до н. э. между войском римлян и войсками галльского племени сенонов.
Жители Арреция призвали римлян на помощь против сенонов. В произошедшей под городом битве сеноны полностью разгромили римское войско и убили римского полководца Луция Цецилия Метелла Дентера (скорее всего, речь идёт о консуле 284 года до н. э.). Преемник Метелла, Маний Курий Дентат, отправил к галлам послов для переговоров об обмене пленными. Галлы убили послов; в ответ на это римляне снова напали на сенонов и полностью разгромили их и изгнали с занимаемой ими территории.
На месте, где жили сеноны, была основана римская колония Сенигаллия (лат. Sena Gallica). Не вполне ясно, как эта битва связана хронологически со сражением с галлами-бойями при Вадимонском озере: скорее всего, разгром сенонов предшествовал битве с бойями.